# راپشاخ
راپشاخ (به چکی: Rapšach) یک منطقهٔ مسکونی در جمهوری چک است که در ناحیه ییندریخوف هرادتس واقع شده‌است. راپشاخ ۲۸٫۳۸ کیلومتر مربع مساحت و ۶۰۲ نفر جمعیت دارد و ۴۷۲ متر بالاتر از سطح دریا واقع شده‌است.